# 00min
00min（ゼロミン）は、東京都新宿区に本社を置く株式会社プライミンズが提供する短縮URLサービス。

## 概要
自社ドメインである「00m.in」ドメインによる短縮URLサービスのほか、ユーザが保有する独自ドメインによる短縮URLサービスを提供している。
会員登録すると、作った短縮URLを管理でき、転送元チェンジもできる。